# Onninen
Onninen (рус. Оннинен) — финская семейная компания, осуществляющая комплексные поставки инженерного оборудования (отопление, водоснабжение, канализация, вентиляция, электроснабжение, телекоммуникация) для строительства, промышленности, жилищно-коммунальных комплексов и торговых организаций, а также предоставляющая комплекс услуг в сфере логистики, подбора ассортимента, в области финансовых услуг.
На 2008 год в компании работало 3210 сотрудников в 150 отделениях в Финляндии, Швеции, Норвегии, России, Польше, Латвии, Литве и Эстонии.
В 2016 году компания была выкуплена (за исключением стального подразделения, а также российской дочерней компании) у концерна Onvest за 369 млн евро концерном Kesko.

## История компании
Компания была основана 19 февраля 1913 года в Турку Альфредом Онниненом.
В 1912 году молодой Альфред Оннинен с семьёй приехал в Турку, где купил деревянное здание, располагавшееся на большом участке земли в центре города.
Он сразу же начал планировать строительство каменного здания. Строительство в то время активно развивалось. Из-за нехватки водопроводных материалов монтаж отопительных труб в новом здании не смогли завершить до наступления зимних морозов. Тогда предприимчивый человек сам стал поставщиком водопроводного оборудования и работы возобновились. Новое предприятие было зарегистрировано в административном суде города Турку 19 февраля 1913 года.
Спустя три года компания расширилась до общества с ограниченной ответственностью OY Alfred Onninen AB, принадлежавшего трём партнёрам.
В последующие годы данное направление продолжало быть востребованным, специалисты по водоснабжению стали более организованными, а на строительных площадках стали применяться новые технологии. После смены названия — с «Компания по водоснабжению и отопительным трубам» на OY Alfred Onninen AB — компания продолжила своё развитие. В 1919 году компания столкнулась с необходимостью переезда в более просторное помещение и переехала в новое пятиэтажное здание на Kauppiaskatu в городе Турку.
Вскоре компании понадобился квалифицированный бухгалтер. На эту должность был выбран зять Альфреда Оннинена — муж его старшей дочери — Теодор Анделл (Theodor Andell). Theodor Andell также выкупил акции у двух прежних партнёров Альфреда.
В 1920-е годы компания переживала хорошие времена. Зона деятельности расширилась и достигла Хельсинки, где в 1927 году водопроводная компания Vesijohtoliike Onninen OY была оформлена как юридическое лицо. Два года спустя деятельность в городе Турку стала дочерним предприятием, а старая компания была ликвидирована.
Осенью 1928 года после благополучного старта на деятельности компании стала сказываться Великая депрессия. Усилилась конкуренция. Но благодаря привлечению в качестве мелких акционеров инженеров-строителей компании удалось пережить это время лишь с незначительными потерями. Однако через некоторое время такая модель стала неудобной, и компания начала увеличивать свою долю, выкупая акции обратно.
1930-е годы стали «золотым веком» для Onninen. Одновременно с развитием подрядных работ Анделл видел возможности для извлечения постоянного дохода от торговли. И в годовом отчёте за 1938 год утверждалось, что «основная прибыль была получена от оптовых продаж, объём монтажных работ также вырос».
Повышение уровня жизни означало улучшение жилищных условий, и люди захотели видеть в своих кухнях и ванных комнатах оборудование более высокого качества. Это обстоятельство резко увеличило оборот Onninen накануне войны. После мобилизации осенью 1939 года многие работы пришлось прервать на пол пути. А из-за дефицита рабочей силы и строительных материалов цена того немного, что ещё строилось, выросла.
Тем не менее, даже война не остановила бизнес полностью, и вместо филиалов в Лахти и Оулу в 1943 году были учреждены новые компании. Именно в это время управление заметно сместилось от Альфреда из Турку к Анделлу в Хельсинки.
Послевоенная реконструкция поначалу сдерживалась страшным недостатком материалов, так как длительное время промышленность, обеспечивающая военные репарации, имела приоритет в закупках. Однако даже в эти годы компания Onninen достигла вполне достаточных прибылей, особенно в районе Хельсинки. В 1946 году оборот составлял 10 миллионов евро (почти 65 миллионов финских марок). Меньше 20 % от этой суммы составлял вклад отделения в Турку.
В 1950-е годы возникли дебаты по поводу будущего компании. Вопрос заключался в следующем: должна ли организация продолжать работать как единое целое, либо имущество должно быть разделено. Организация тогда включала в себя дочерние компании в городах Коувола, Иматра и Пори — сеть, покрывающая основные центры народонаселения Финляндии.
Теодор Анделл, который к этому времени сменил имя на финское Martti Auriala, в течение долгого времени укреплял свои позиции, но исполнительным директором Vesijohtoliike Onninen OY он стал только в 1950 году после смерти Альфреда Оннинена. Распределение имущества началось ближе к концу того же года. Акции отошли вдове Альфреда — Ольге — и их троим детям — Maikki, Aulis и Mirjam. Активы были разделены таким образом, что Auriala, который к этому времени уже использовал своё второе имя, и его семья владели большинством акций Vesijohtoliike Onninen OY, а филиал в Турку был продан новой компании. Акции этой компании отошли семье Aulis Onninen. Leiwos — семья младшей дочери Оннинена — Mirjam — получили большую часть акций Lahden Onninen OY.
Когда условия нормализовались, материалы для водоснабжения стали более доступными. Нефтяное и централизованное отопление быстро развивалось, а технический прогресс трансформировал монтажный бизнес. Оптовые продавцы осваивали глобальную логистику. Оборот Onninen постоянно увеличивался. Тем не менее, жёсткая конкуренция среди клиентов привела к тому, что у некоторых возникали сложности с оплатой и безнадёжные долги. В 1954 году компания впервые понесла чистые убытки за всю свою 40-летнюю историю. Это отчасти случилось из-за того, что по соглашению владельцев компании были сокращены продажи формальным дочерним компаниям. К тому же снизился товарооборот в городе Турку, а некоторые крупные клиенты обанкротились.
Erik (Erkki) Toivanen Пришло время передать обязанности новому таланту, такому как Erik (Erkki) J. Toivanen, мужу дочери Auriala — Anja, который пришёл в компанию в 1953 году. Его карьера оказалась долгой и необычайно успешной как для Onninen, так и лично для него.
В 1956 году, когда Тойванену было всего 29 лет, он пошёл по стопам своего тестя, став управляющим директором Onninen, и немедленно начал претворять в жизнь свои планы развития компании. Один из таких планов заключался в расширении сети торговых центров. Так как коммуникации всё ещё были неразвиты, успех оптовых продаж зависел от возможности обслуживать клиентов с местных складов. С перспективой компания Onninen начала развивать сервис обслуживания муниципальных заводов и промышленных предприятий также как и традиционных монтажных организаций. В это же время были предприняты действия по созданию сети для новых продаж и обучению персонала.
В 1960-х годах Lahden Onninen постепенно вернул Vesijohtoliike Onninen в свою собственность. Сеть росла и теперь охватывала города Varkaus, Vaasa, Pietarsaari и Kokkola, а также город Турку, где были открыты представительства и оптовые склады. Складская площадь была куплена и в Хювинкяя (Hyvinkaa). Наряду с территориальной экспансией и наращиванием продаж, в конце 1950-х компания Onninen начала строительство нового административного здания в Хельсинки на Kuortaneenkatu. После завершения строительства компания получила 3000 кубических метров нового складского пространства. В 1963 году, когда компания опраздновала 50-ю годовщину, Vesionninen — как теперь называлась компания — работала в 9 городах.
Оборот компании, который в 1955 году (за год до того, как Toivanen стал исполнительным директором) составлял более 20 миллионов евро (приблизительно 130 миллионов марок), за четыре года удвоился, а к 1963 вырос почти в четыре раза. Прибыль была также удовлетворительной, и компания смогла создать резервный фонд. Vesionninen росла и становилась крупным и заслуживающим внимания игроком в трубопроводном бизнесе.
1960-х и 1970-х годы в Финляндии были временами городской миграции. Возведение сооружений из бетона стало обычным делом, и это означало внедрение новых технологий и новых товаров, таких как пластиковые трубы. Широкое распространение получила вентиляция, и в 1969 году Onninen стала заниматься оптовыми продажами и монтажом вентиляционного оборудования в городе Тампере.
В 1972 году подразделение Onninen в городах Иматра и Коувола вернулись в компанию, которая теперь имела отделения по всей стране. В течение того же года был сделан важный шаг в будущее — начало оптовых продаж и монтажа электротехнического оборудования. На этом этапе организация была основана на независимых друг от друга сферах деятельности, в которых и оптовые продажи, и монтажные работы находились под одни управлением.
Также стала развиваться международная торговля. В середине 70-х центры самообслуживания впервые осуществили проект по экспорту сантехнического, вентиляционного и холодильного оборудования в Советский Союз и позже на Средний Восток.
В 1971 году в Onninen работали 860 сотрудников, но два года спустя зарплата выплачивалась уже 1300, сотрудникам, а к 1976 году в платёжной ведомости значилось почти 2000 человек. С ростом числа сотрудников возникла необходимость в новых помещеиях, и в 1977 году на эти цели было израсходовано больше средств, чем когда либо прежде. Более 100 тысяч кубических метров складов и офисных помещений находились в процессе постройки в разных частях страны. Одновременно с расширением компании началось сокращение наименее прибыльных видов бизнеса.
К 1980 году прежний головной офис стал тесным. Было найдено новое место в городе Vantaa, где началось строительство регионального склада и головного офиса. Эти инвестиции оказались самыми крупными за всю историю компании: 110 тысяч кубических метров складских и 32500 кубических метров офисных помещений в 5-этажном здании. Но время для переезда в новые помещения было выбрано неудачно, так как это произошло в исключительно кризисные годы (1984—1985). Объёмы оптовой торговли техническими материалами начали восстанавливаться только к 1987 году.
Развитие логистики и информационных технологий создало базу для оптимизации деятельности и поиска лучшего подхода к нуждам и ожиданиям клиентов. Одной из инноваций было открытие первого магазина Pikaonninen в помещение прежнего головного офиса. К концу 1986 года в разных частях Финляндии действовало уже 8 магазинов Pikaonninen. Весной 1996 были введены карточки постоянного покупателя, которые давали скидки на 3 тысячи продуктов, представленных в любом магазине Pikaonninen.
Однако, в конце 1980-х в Финляндии наступил очередной экономический спад, который вскоре и произошёл. К счастью для Onninen, закрытие малозначимых филиалов к тому времени уже было завершено. Таким образом, наименее прибыльные секторы, которые не отвечали общей картине, не повлияли на прибыли. Компания Onninen оказалась хорошо защищённой от экономических спадов, как в ежегодном отчёте за 1990—1991 год отметил Erkki Toivanen, который стал постоянным председателем совета директоров Onninen. На посту управляющего директора Тойванена сменил Timo Peltola, и хотя спад продолжался, компания ни разу не понесла чистые убытки.
Международная деятельность развивалась от экспортных проектов до открытия дочерних компаний и корпоративных слияний. Целью данной деятельности было закрепиться на новых перспективных рынках. Сначала, в 1992 году был открыт офис в Таллине, Эстония. Затем в 1993 году — в Санкт-Петербурге и Риге, а следом в Вильнюсе. В это же время было принято решение учредить новую компанию в Варшаве.
Компании выкупались как в Финляндии, так и за рубежом, включая Hydrokan Winkiel в Польше и долю Danfoss AB в оптовых продажах холодильного оборудования в Prokyl в Швеции, Are OY в Финляндии и долю конкурента Onninen — OY Huber AB — в оптовой продаже сантехнического и вентиляционного оборудования. Эти слияния означали крупномасштабную реструктуризацию. Например, компания Are начала работать как монтажная организация в своём настоящем виде только в 1995 году.
Международная экспансия способствовала дальнейшему развитию компании.
В середине 90-х было начато обслуживание клиентов по системе cash-and-carry, и количество торговых центров сильно увеличилось. В 1997 году было принято решение модернизировать корпоративную структуру Onninen Group, которая уже владела 9 дочерними компаниями. Прежняя компания была переименована в Onvest, а склады, дебиторы, коммерческие соглашения и движимое имущество было передано новому юридическому лицу, которое продолжало называться Onninen.
Компания Onninen вошла в новое тысячелетие как современный поставщик законченных логистических решений для управления материалами своих клиентов, работающий на обширной территории побережья Балтийского моря. В 21 веке компания продолжает работать, уделяя особое внимание ожиданиям своих клиентов, расширению деятельности, интернационализации и новым концепциям обслуживания — как это было за всю историю компании.
Maarit Toivanen-Koivisto пошла по стопам своего отца и в 2000 году стала председателем совета директоров Onninen. А в 2001 году Petteri Wallden сменил Timo Peltola на посту управляющего директора.
В 2002 году Onninen Group вышла на рынок Норвегии и сразу же стала лидером среди продавцов электротехники благодаря приобретению Eilag Teknikk AS. В 2002 году оборот Onninen составил 1 миллиард евро. Больше половины от этой суммы — оборот зарубежных подразделений компании (больше половины всех сотрудников Onninen работают за пределами Финляндии).

## Структура
Организационная структура Onninen Group предполагает разделение на географические территории, а также на функции.
География Onninen Group:
Финляндия
Россия
Швеция
Норвегия
Польша
Страны Балтии (Эстония, Латвия, Литва)
Функции Onninen Group:
Финансы
ИТ
Управление персоналом
Маркетинг и коммуникации
Юриспруденция
Основными процессами в Onninen Group являются Продажи, Закупки и Логистика.

## Собственники и руководство
Председатель совета директоров Onninen — Маарит Тойванен-Койвисто (Maarit Toivanen-Koivisto), магистр экономических наук (член совета директоров с 1998 г., Председатель Совета директоров с 2000 г).
Совет директоров Onninen Group:
Проф. Eero Eloranta (член Совета директоров с 2000 г.)
Mr. Karsten Slotte, President, Fazer Group (член Совета директоров с 2001 г.)
Mr. Juha Järvinen, магистр экономических наук (член Совета директоров с 2006 г.)

## Деятельность
Onninen ведет коммерческую деятельность в восьми странах:
Финляндии,Швеции, Норвегии,России, Польше, Эстонии, Латвии и Литве.
На сегодняшний день Onninen Group — это 3.200 сотрудников. Оборот Onninen в 2008 составил 1.75 млрд евро.